# 대형 (고구려)
대형(大兄')은 고구려 관등의 하나이다. 힐지(纈支)이라고도 한다.

## 개요
고구려 초기 관등에서는 보이지 않으며, 3세기 말에 등장해 후기 고구려 관등제에서는 제7위에 해당하였다. 궁중에서 국왕의 측근으로 근무하는 경우 중리(中裏)를 앞에 붙여 중리대형(中裏大兄)이라고 부르기도 하였다.
대형은 태대형(太大兄), 위두대형(位頭大兄), 소형(小兄), 제형(諸兄) 등과 더불어 형(兄)에서 분화한 관등으로 이들 '형' 계통의 관직은 '사자' 계통의 관등과 더불어 고구려 중후기 관등 조직의 중추를 이루었다. 형은 '연장자'라는 뜻으로서 족장의 성격을 지녔는데, 그 가운데 대형은 중류 귀족 이상이 얻을 수 있는 관등으로 지방관으로서는 처려근지, 무관으로서는 말객의 관직에 임명될 수 있었다.

## 같이 보기
- 태대형
- 위두대형
- 고구려의 관직